# Isten kedvenc idiótája
Az Isten kedvenc idiótája (eredeti cím: God's Favorite Idiot) 2022-es amerikai szituációs komédia, amelyet Ben Falcone alkotott. A főbb szerepekben Ben Falcone, Melissa McCarthy, Leslie Bibb és Kevin Dunn látható.
Az Amerikai Egyesült Államokban és Magyarországon 2022. június 15-én mutatta be a Netflix.

## Ismertető
Clark miután egy szokatlan felhőből villámcsapás érte, hirtelen izzani kezd. Munkatársai, köztük a barátja, Amily is úgy gondolják, hogy ez valahogy kapcsolatban állhat Istennel. Félelmeik beigazolódnak, amikor egy angyal közli Clarkkal, hogy ő lesz Isten hírnöke, és meg kell akadályoznia az Apokalipszist.

## Szereplők
| Szerep         | Színész          | Magyar hang    |
| -------------- | ---------------- | -------------- |
| Clark Thompson | Ben Falcone      | Epres Attila   |
| Amily Luck     | Melissa McCarthy | Braun Rita     |
| Sátán          | Leslie Bibb      | Madarász Éva   |
| Gene           | Kevin Dunn       | Barbinek Péter |
| Chamuel        | Yanic Truesdale  | Szatory Dávid  |
| Mohsin Raza    | Usman Ally       | Rába Roland    |
| Wendy          | Ana Scotney      | Horváth Lili   |
| Tom            | Chris Sandiford  | Varga Gábor    |
| Frisbee        | Steve Mallory    | Holl Nándor    |
| Milton Throp   | Leon Ford        | Pál Tamás      |

### Magyar változat
- Magyar szöveg: Kecskés Enikő
- Hangmérnök: Bederna László
- Vágó: Pilipár Éva
- Gyártásvezető: Vigvári Ágnes
- Szinkronrendező: Orosz Ildikó
- Produkciós vezető: Fekete Márk

A szinkront a Direct Dub Studios készítette.

## Epizódok
| Sor. | Év. | Cím | Rendező           | Író         | Premier          |
| ---- | --- | --- | ----------------- | ----------- | ---------------- |
| 1.   | 1.  | Négyes alá (B-Minus)                                                                                      | Michael McDonald  | Ben Falcone | 2022. június 15. |
| 2.   | 2.  | Az angyal (The Angel)                                                                                     | Michael McDonald  | Ben Falcone | 2022. június 15. |
| 3.   | 3.  | A tiszteletes (The Preacher)                                                                              | Michael McDonald  | Ben Falcone | 2022. június 15. |
| 4.   | 4.  | Isten, sátán és az illatok (God, Satan and All the Good Smells)                                           | Michael McDonald  | Ben Falcone | 2022. június 15. |
| 5.   | 5.  | A szó (Szerelem) (The Word (It's Love))                                                                   | Sheila G. Waldron | Ben Falcone | 2022. június 15. |
| 6.   | 6.  | Tom, a baptista (Tom the Baptist)                                                                         | Sheila G. Waldron | Ben Falcone | 2022. június 15. |
| 7.   | 7.  | A négy lovas (The Four Horsemen)                                                                          | Michael McDonald  | Ben Falcone | 2022. június 15. |
| 8.   | 8.  | Aki feladja, soha nem nyer, de a nyertesek néha feladják (Quitters Never Win, But Winners Sometimes Quit) | Michael McDonald  | Ben Falcone | 2022. június 15. |

## A sorozat készítése
2020 decemberében a Netflix 16 epizódos sorozatrendelést adott az Isten kedvenc idiótája című sorozatnak. Ben Falcone és Melissa McCarthy lett a főszereplő és vezető producer. Michael McDonald rendezte a sorozatot. 2021 februárjában Steve Mallory vezető producerként csatlakozott a stábhoz.

### Forgatás
A forgatás 2021 márciusában kezdődött Byron Bayben, Ballinában és Lismore-ban. 2021. június elején, mindössze nyolc epizód leforgatása után a forgatás befejeződött. A másik nyolc epizódot egy későbbi időpontban tervezték leforgatni, de további információt nem adtak arról, hogy mikor.